# 2018年アゼルバイジャングランプリ
2018年アゼルバイジャングランプリ (2018 Azerbaijan Grand Prix) は、2018年のF1世界選手権第4戦として、2018年4月29日にバクー市街地コースで開催された。
正式名称は「FORMULA 1 2018 AZERBAIJAN GRAND PRIX」。

## レース前
本レースでピレリが供給するドライタイヤのコンパウンドは、ソフト、スーパーソフト、ウルトラソフトの3種類。

## フリー走行
開催日時は現地時間 (UTC+4、以下同じ）。
1回目(FP1)
2018年4月27日 13:00 気温:22度 路面温度:41度 天候:晴(ドライ)
各車異なるタイヤ(メルセデスがスーパーソフト、フェラーリがウルトラソフト、レッドブルがソフトなど)でコースインして周回を重ねていく。33分にマックス・フェルスタッペンがターン6でクラッシュし、バーチャル・セーフティカー(VSC)が出された。フェルスタッペンのマシンが撤去されてVSCが終了すると各車本格的な走行を開始し、ブレーキングミスでコースアウトするマシンが続出したが、クラッシュするマシンはなかった。スーパーソフトからウルトラソフトに履き替えたバルテリ・ボッタスが1:44.242でトップタイム、ソフトからスーパーソフトに履き替えたダニエル・リカルドが2番手に続いた。フェラーリ勢はセバスチャン・ベッテルが10番手、キミ・ライコネンは10周を走行したのみで15番手に終わった。
2回目(FP2)
2018年4月27日 17:00 気温:19度 路面温度:31度 天候:曇(ドライ)
FP1でクラッシュしたフェルスタッペンとブレーキに問題を抱えたニコ・ヒュルケンベルグを除く18台が次々とコースイン。15分にリカルドが1:42.795のトップタイムを記録した。フェルスタッペンのマシンは20分に修復が終わりコースイン。ヒュルケンベルグは40分すぎにようやくコースインした。その後もリカルドのタイムを超える者はなくセッションは終わった。ベッテルはFP2も2桁順位の11位に終わったが、余裕の表情を見せた。
3回目(FP3)
2018年4月28日 14:00 気温:23度 路面温度:28度 天候:曇(ドライ)
強風に見舞われ、コースアウトするマシンが続出する。セッション前半はフェラーリ勢が1-2体制を築きベッテルが1:43.642でトップとなる。ベッテルはセッション後半に1:43.091を出してタイムを更新する。残り10分、セルゲイ・シロトキンがターン3でクラッシュして赤旗中断となる。残り3分に再開されたが、ベッテルを上回るタイムは出なかった。ヒュルケンベルグはリア部分に問題があると報告し、予選を前にルノーはギアボックスを交換することを決定。これにより、ヒュルケンベルグは5グリッド降格が決まった。

## 予選
2018年4月28日 17:00 気温:22度 路面温度:26度 天候:曇(ドライ)
セバスチャン・ベッテルが3戦連続のポールポジションを獲得した。

### 経過
Q1
メルセデスは予選に向けて、出力の高い予選モードを使用できる時間を延長することを決定し、自チームとパワーユニットを供給しているフォース・インディアとウィリアムズの3チームに対し使用許可を出した。ロマン・グロージャンがターン3でタイヤをロックさせてコースアウト、ギアボックスのトラブルでタイムを記録できず予選を終えた。セッション終了直前、タイヤがパンクしてスローダウンしたブレンドン・ハートレイとチームメイトのピエール・ガスリーがターン15でニアミスしてしまい、ガスリーは接触を辛うじて回避したが、あわや同士討ちの大惨事になるところだった。ガスリーはタイムを伸ばせず16位、ハートレイも107%を下回るタイムしか記録できず、トロ・ロッソは2台ともQ1敗退となった。この他、ストフェル・バンドーンとマーカス・エリクソンがQ1で敗退した。
Q2
メルセデス、フェラーリ、レッドブルは決勝スタートのタイヤを考慮し、スーパーソフトでアタックを行う。ライコネンは1回目のアタックでタイムを出せず、2回目は中古のウルトラソフトでアタックしてトップタイムを出した。リカルドは10位で辛うじてQ3へ進出した。ウィリアムズの2台、フェルナンド・アロンソ、シャルル・ルクレール、ケビン・マグヌッセンがQ2敗退となった。
Q3
全車ウルトラソフトでアタックを行う。1回目のアタックはベッテルが1:41.498でトップ、ルイス・ハミルトンとバルテリ・ボッタスのメルセデス勢が続く。ライコネンはターン16出口でワイドになってしまい6番手にとどまった。最後のアタックでハミルトンは自己ベストを更新したがベッテルに届かず、ライコネンも第1セクターと第2セクターで最速タイムを出したが、ターン16出口でリアが流れてタイムを更新できず6番手のままで終わった。

### 結果
| Pos.                | No. | ドライバー                 | コンストラクター                | Q1       | Q2       | Q3       | Grid |
| ------------------- | --- | -------------------------- | ------------------------------- | -------- | -------- | -------- | ---- |
| 1                   | 5   | セバスチャン・ベッテル     | フェラーリ                      | 1:42.762 | 1:43.015 | 1:41.498 | 1    |
| 2                   | 44  | ルイス・ハミルトン         | メルセデス                      | 1:42.693 | 1:42.676 | 1:41.677 | 2    |
| 3                   | 77  | バルテリ・ボッタス         | メルセデス                      | 1:43.355 | 1:42.679 | 1:41.837 | 3    |
| 4                   | 3   | ダニエル・リカルド         | レッドブル-タグ・ホイヤー       | 1:42.857 | 1:43.482 | 1:41.911 | 4    |
| 5                   | 33  | マックス・フェルスタッペン | レッドブル-タグ・ホイヤー       | 1:42.642 | 1:42.901 | 1:41.994 | 5    |
| 6                   | 7   | キミ・ライコネン           | フェラーリ                      | 1:42.538 | 1:42.510 | 1:42.490 | 6    |
| 7                   | 31  | エステバン・オコン         | フォース・インディア-メルセデス | 1:43.021 | 1:42.967 | 1:42.523 | 7    |
| 8                   | 11  | セルジオ・ペレス           | フォース・インディア-メルセデス | 1:43.992 | 1:43.366 | 1:42.547 | 8    |
| 9                   | 27  | ニコ・ヒュルケンベルグ     | ルノー                          | 1:43.746 | 1:43.232 | 1:43.066 | 14 1 |
| 10                  | 55  | カルロス・サインツ         | ルノー                          | 1:43.426 | 1:43.464 | 1:43.351 | 9    |
| 11                  | 18  | ランス・ストロール         | ウィリアムズ-メルセデス         | 1:44.359 | 1:43.585 |          | 10   |
| 12                  | 35  | セルゲイ・シロトキン       | ウィリアムズ-メルセデス         | 1:44.261 | 1:43.886 |          | 11   |
| 13                  | 14  | フェルナンド・アロンソ     | マクラーレン-ルノー             | 1:44.010 | 1:44.019 |          | 12   |
| 14                  | 16  | シャルル・ルクレール       | ザウバー-フェラーリ             | 1:43.752 | 1:44.074 |          | 13   |
| 15                  | 20  | ケビン・マグヌッセン       | ハース-フェラーリ               | 1:43.674 | 1:44.759 |          | 15   |
| 16                  | 2   | ストフェル・バンドーン     | マクラーレン-ルノー             | 1:44.489 |          |          | 16   |
| 17                  | 10  | ピエール・ガスリー         | トロ・ロッソ-ホンダ             | 1:44.496 |          |          | 17   |
| 18                  | 9   | マーカス・エリクソン       | ザウバー-フェラーリ             | 1:45.541 |          |          | 18   |
| 107% time: 1:49.715 |     |                            |                                 |          |          |          |      |
| NC                  | 28  | ブレンドン・ハートレイ     | トロ・ロッソ-ホンダ             | 1:57.354 |          |          | 19 2 |
| NC                  | 8   | ロマン・グロージャン       | ハース-フェラーリ               | No Time  |          |          | 20 3 |
| ソース:             |     |                            |                                 |          |          |          |      |

追記
- ^1 - ヒュルケンベルグは予選前に6戦以内のギアボックス交換を行ったため5グリッド降格[16][17]
- ^2 - ハートレイは107%ルールをクリアできなかったが、スチュワードの判断で決勝への出走が許可された[18]
- ^3 - グロージャンはタイムを記録できなかったが、スチュワードの判断で決勝への出走が許可された[19]。決勝前に6戦以内のギアボックス交換を行い5グリッド降格となったが順位変動なし[20]

## 決勝
2018年4月29日 16:10 晴れ時々曇り (強風下)
大波乱のレースを制したルイス・ハミルトンが今季初勝利を挙げ、5連覇がかかるメルセデス勢にとって今季初勝利を挙げた。シャルル・ルクレールとブレンドン・ハートレイはF1初入賞を果たしている。セルジオ・ペレスは今季初表彰台。

### 展開
1周目、後方集団ではシロトキンがアロンソとサインツに挟まれて行き場をなくし、アロンソと接触。シロトキンはリタイア。アロンソは接触により、右側のタイヤをすべて失い、フロアも軽度のダメージを負う。そんな状態でピットへ何とか帰還し、レースに復帰した。一方、前方集団もオコンとライコネンが接触。オコンはリタイア。ライコネンは緊急ピットインし、順位を下げた。複数の接触とリタイアにより、1度目のセーフティカ―が導入される。
以降は10周目にヒュルケンベルグがコースオフによる接触リタイアがあったものの、ベッテルがトップを走り、ピットインしたタイミングでボッタスがトップに立つ。一方レッドブル2台がホイールトゥホイールの展開で順位争いを展開。後方も激しい順位変動が起き、周回遅れも出始める。そして、38周目までピットを遅らせていたレッドブル2台がダブルストップを敢行。順位は変わらず復帰する。これにより、ボッタス以外がピットストップを終えていた。
そして、39周目を終え、40周目。競り合っていたレッドブル2台が同士討ちを起こし、ダブルリタイア。これを受け、2度目のセーフティカ―が導入される。これを待っていたメルセデスはボッタスをピットインさせ、トップのまま送り出す。他のマシンも急きょタイヤ交換を行い、セーフティカ―解除後の数周にかける。一方で周回遅れのドライバーは、コーススチュワードにセーフティカ―の追い越しが認められたため、この間に周回遅れが解消され、入賞のチャンスがやってくる。ところが、グロージャンが導入中に運転ミスで単独クラッシュを起こし、セーフティカ―が延長される。
残り3周でセーフティカ―がピットに戻り、ベッテルはボッタスを抜くべく、ブレーキング勝負を仕掛けるが失敗し後退。ボッタスがこのまま逃げ切るかと思われたが、デブリを踏んでタイヤをバーストさせてしまいリタイヤ。2位にいたハミルトンが首位に浮上し逃げ切り、メルセデスとハミルトンにとって今シーズン初勝利を飾った。1周目にマシンにダメージを負ったアロンソとライコネンだが、両者粘りの走りを見せ、前者7位、後者2位入賞でフィニッシュ。ベテランのドライバーの活躍が光った。また、解除前に5位にいたペレスが3位に浮上して逃げ切り、フォース・インディアと自身にとって2年ぶりの表彰台を獲得。ベッテルは失速したものの4位を確保した。
ボッタスのリタイアにより、2017年モナコグランプリ以来続いていたメルセデス勢のW入賞はここで途切れ、コンストラクターランキングも再びフェラーリ勢に首位を奪われる結果となったものの、ドライバーズランキングはハミルトンが首位に浮上した。

### 結果
| Pos.   | No. | ドライバー                 | コンストラクター                | 周回数 | タイム/リタイア原因 | Grid | Pts. |
| ------ | --- | -------------------------- | ------------------------------- | ------ | ------------------- | ---- | ---- |
| 1      | 44  | ルイス・ハミルトン         | メルセデス                      | 51     | 1:43:44.291         | 2    | 25   |
| 2      | 7   | キミ・ライコネン           | フェラーリ                      | 51     | +2.460              | 6    | 18   |
| 3      | 11  | セルジオ・ペレス           | フォース・インディア-メルセデス | 51     | +4.024              | 8    | 15   |
| 4      | 5   | セバスチャン・ベッテル     | フェラーリ                      | 51     | +5.329              | 1    | 12   |
| 5      | 55  | カルロス・サインツ         | ルノー                          | 51     | +7.515              | 9    | 10   |
| 6      | 16  | シャルル・ルクレール       | ザウバー-フェラーリ             | 51     | +9.158              | 13   | 8    |
| 7      | 14  | フェルナンド・アロンソ     | マクラーレン-ルノー             | 51     | +10.931             | 12   | 6    |
| 8      | 18  | ランス・ストロール         | ウィリアムズ-メルセデス         | 51     | +12.546             | 10   | 4    |
| 9      | 2   | ストフェル・バンドーン     | マクラーレン-ルノー             | 51     | +14.152             | 16   | 2    |
| 10     | 28  | ブレンドン・ハートレイ     | トロ・ロッソ-ホンダ             | 51     | +18.030             | 19   | 1    |
| 11     | 9   | マーカス・エリクソン       | ザウバー-フェラーリ             | 51     | +18.512             | 18   |      |
| 12     | 10  | ピエール・ガスリー         | トロ・ロッソ-ホンダ             | 51     | +24.720             | 17   |      |
| 13     | 20  | ケビン・マグヌッセン       | ハース-フェラーリ               | 51     | +40.663             | 15   |      |
| 14†    | 77  | バルテリ・ボッタス         | メルセデス                      | 48     | タイヤバースト      | 3    |      |
| Ret    | 8   | ロマン・グロージャン       | ハース-フェラーリ               | 42     | アクシデント        | 20   |      |
| Ret    | 33  | マックス・フェルスタッペン | レッドブル-タグ・ホイヤー       | 39     | 接触                | 5    |      |
| Ret    | 3   | ダニエル・リカルド         | レッドブル-タグ・ホイヤー       | 39     | 接触                | 4    |      |
| Ret    | 27  | ニコ・ヒュルケンベルグ     | ルノー                          | 10     | アクシデント        | 14   |      |
| Ret    | 31  | エステバン・オコン         | フォース・インディア-メルセデス | 0      | 接触ダメージ        | 7    |      |
| Ret    | 35  | セルゲイ・シロトキン       | ウィリアムズ-メルセデス         | 0      | 接触ダメージ        | 11   |      |
| ソース |     |                            |                                 |        |                     |      |      |

ファステストラップ
- バルテリ・ボッタス - 1:45.149 (37周目)

ラップリーダー
- 1-31=セバスチャン・ベッテル、32-48=バルテリ・ボッタス、49-51=ルイス・ハミルトン

追記
- †印はリタイアだが、90%以上の距離を走行したため規定により完走扱い。

## 第4戦終了時点のランキング
|   | 順位 | ドライバー             | ポイント |
| - | ---- | ---------------------- | -------- |
| 1 | 1    | ルイス・ハミルトン     | 70       |
| 1 | 2    | セバスチャン・ベッテル | 66       |
| 2 | 3    | キミ・ライコネン       | 48       |
| 1 | 4    | バルテリ・ボッタス     | 40       |
| 1 | 5    | ダニエル・リカルド     | 37       |

|   | 順位 | コンストラクター          | ポイント |
| - | ---- | ------------------------- | -------- |
| 1 | 1    | フェラーリ                | 114      |
| 1 | 2    | メルセデス                | 110      |
|   | 3    | レッドブル-タグ・ホイヤー | 55       |
|   | 4    | マクラーレン-ルノー       | 36       |
|   | 5    | ルノー                    | 35       |

- 注：ドライバー、コンストラクター共にトップ5のみ表示。